# تروفنيتيد
تروفينتيد (Trofinetide )، الذي يباع تحت الإسم التجاري دايبو( Daybue)، هو دواء يستخدم لعلاج الأشخاص الذين يعانون من متلازمة ريت، و الذين تبلغ أعمارهم عامين على الأقل.  و يعطى عن طريق الفم . 
تشمل الآثار الجانبية الشائعة لهذا العقار على: الإسهال و القيء.  كما قد يحدث فقدان للوزن المصاب.  و لا ينصح باستخدامه لمن يعانون من مشاكل كبيرة في الكلى.  أما كيفية عمله فغير واضحة بتاتا. 
تمت الموافقة على تروفينيتيد للاستخدام الطبي في الولايات المتحدة في عام 2023.  بالنسبة لأولئك الذين يزنون أقل من 12 كجم، سيكلف ذلك حوالي 385000 دولار أمريكي سنويًا، بينما بالنسبة لأولئك الذين يزيد وزنهم عن 50 كجم، سيكلف ذلك حوالي 924000 دولار أمريكي سنويًا في الولايات المتحدة اعتبارًا من عام 2023. 